# Венеција (округ)
Округ Венеција (итал. Provincia di Venezia) је округ у оквиру покрајине Венето у североисточној Италији. Седиште округа покрајине и највеће градско насеље је истоимени град Венеција.
Површина округа је 2.462 км², а број становника 853.132 (2008. године).

## Природне одлике
Округ Венеција се налази у североисточном делу државе. На истоку се налази Јадранско море. Округ је равничарског карактера и његов већи део припада Венецијанској лагуни, где доминира мочварно тле. На крајњем југу налази се делта реке По, а на подручју округа налазе се и ушћа других важних река у Венету (Адиђе, Брента, Пјава).

## Становништво
По последњим проценама из 2008. године у округу Венеција живи више више од 850.000 становника. Густина насељености је изузетно велика, око 350 ст/км². Посебно је густо насељено подручје око града Венеције.
Поред претежног италијанског становништва у округу живе и велики број досељеника из свих делова света.

## Општине и насеља
У округу Венеција постоји 44 општине (итал. Comuni).
Најважније градско насеље и седиште округа је град Венеција (270.000 ст.), која са предграђима окупља више од половине окружног становништва. Други по велиини град је Кјођа (51.000 ст.) на југу округа, а трећи Сан Дона ди Пијаве (41.000 ст.) на северу округа.
Поред тога у околини Венеције постоји низ данас познатих градића, који су туристичка одредишта као њена предграђа. Овде треба издвојити насеља Лидо ди Венеција и Језоло.